# 芒苞草属
芒苞草属（学名：Acanthochlamys）是石竹科下的一个属。该属仅有芒苞草（Acanthochlamys bracteata）一种，分布于中国四川省。